# 新亞速斯克區

新亞速斯克區在頓涅茨克州的位置

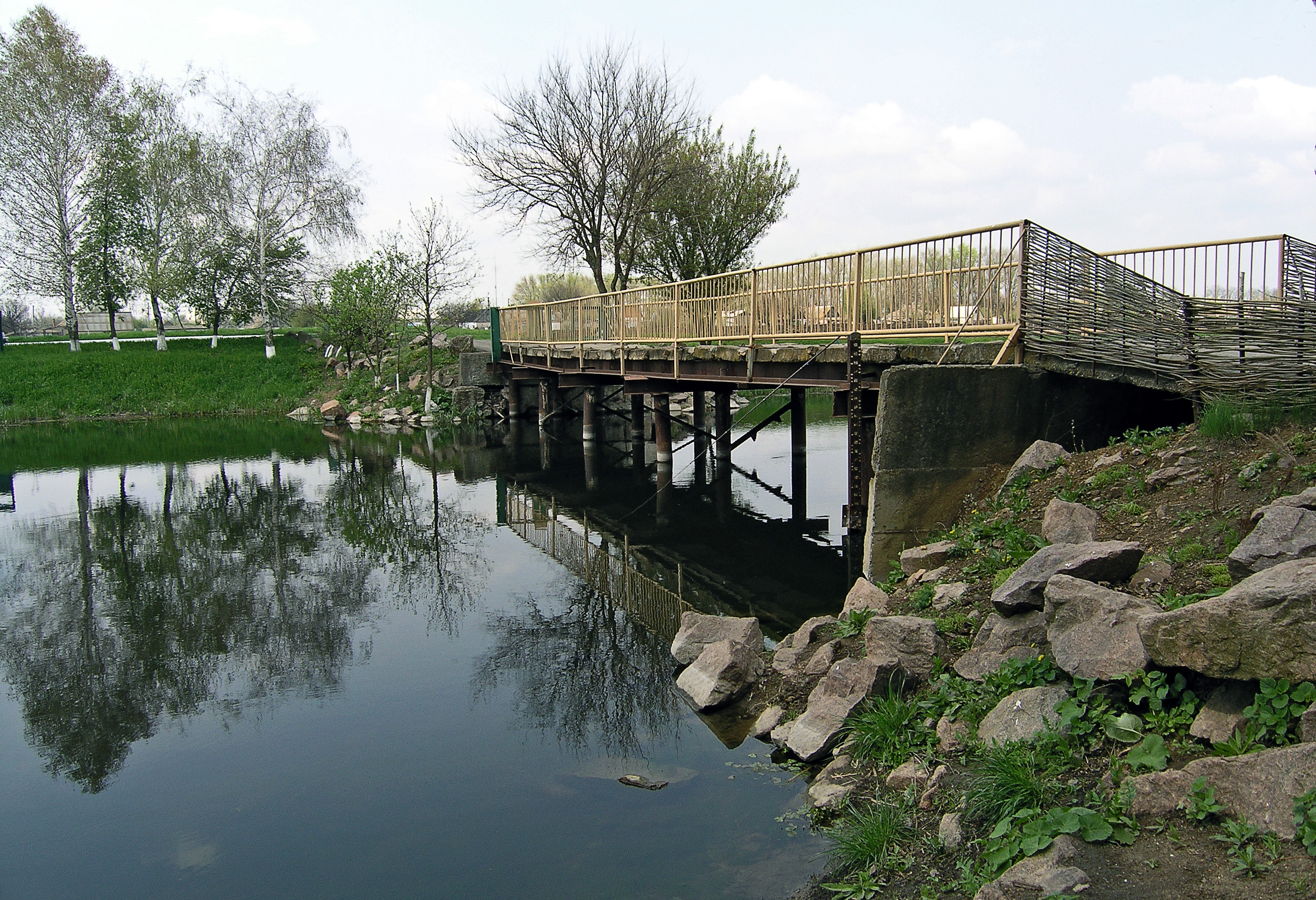

新亞速斯克區（烏克蘭語：Новоазовський район），曾是烏克蘭頓涅茨克州的一個區，也是俄罗斯联邦顿涅茨克人民共和国事实上下辖的一个区，行政中心設於新亞速斯克，面積819平方公里，2013年人口35,737，人口密度每平方公里44人。
该区在2020年7月18日的乌克兰行政区划改革中被撤销，改革后頓涅茨克州下分为8个区，但只有5个区是在乌克兰政府的实际管辖下。自2014年起该区的大部分不在乌克兰政府的实际管辖之下，而是在頓涅茨克人民共和國实际控制中。頓涅茨克人民共和國继续使用该区为行政区划单位。

## 下辖定居点
根据顿涅茨克人民共和国2023年的行政区划改革，该区下辖1市（新亚速斯克）、1市级镇（谢多韦）和51个村。